# Козмолдак
Козмолда́к (каз. Қозмолдақ) — село у складі Сузацького району Туркестанської області Казахстану. Входить до складу Сизганського сільського округу.
Населення — 1448 осіб (2021; 1402 у 2009, 1377 у 1999, 1514 у 1989).